# Adrian Rodrígues
Adrián Rodrígues Gonçalves (Andorra la Vella, 14 agosto 1988) è un ex calciatore andorrano, di ruolo difensore.

## Carriera

### Club
Ha sempre giocato in Spagna, dalla terza alla settima serie del campionato.

### Nazionale
ha esordito in nazionale nel 2012.

## Palmarès

### Club

#### Competizioni nazionali
- Copa Constitució: 1

Atlètic Escaldes: 2022